# Paula de Luque
Paula de Luque (Buenos Aires, 8 de gener de 1966) és una directora de cinema, ballarina contemporània, coreògrafa, actriu i guionista argentina.

## Biografia
És filla de l'escriptor porteny Federico de Luque i d'Ofelia Anotinia Virginia Marazzo, qui és professora en discapacitats de l'audició, veu i el llenguatge, a més de professora de matemàtica, fundadora de l'escola de nivell inicial La Casa del Sol, igual que de l'escola de nivell primari i secundari Escola Oberta Nova Visió i de l'escola d'educació especial Sembra. Té un germà i dues germanes.
Va estar casada amb el cineasta i polític Jorge Coscia, amb qui va tenir una filla. Actualment viu a la Ciutat de Buenos Aires.
El seu primer llargmetratge de ficció va ser Cielo azul cielo negro (2003), codirigit amb Sabrina Farji. Es va estrenar mundialment al Festival Internacional de Cinema de Locarno.
El seu segon llargmetratge, en coproducció amb Espanya, va ser El vestido, protagonitzat per Eduard Fernández i Antonella Costa. La seva estrena mundial va ser a la Seminci. Després va participar en més de 20 festivals internacionals de cinema. Es va estrenar a l'Argentina en 2009, amb excel·lents crítiques.
El seu tercer llargmetratge va ser Juan y Eva, estrenat a l'Argentina en 2011. Protagonitzat per Julieta Díaz i Osmar Núñez, aquest film va obtenir molt elogioses crítiques i molt bon resultat de taquilla. I es va estrenar a més a Espanya i al Brasil amb gran èxit de públic i de crítiques.
En 2012 va crear i va fundar el Festival Unasur Cinema, el Festival Internacional de Cinema dels països d'UNASUR, del qual és la seva Directora General i principal responsable.
El 2012 va dirigir el documental Néstor Kirchner, la película.
També va filmar la pel·lícula Sarrasani, historia de un circo.
Va escriure i va filmar la minisèrie de televisió La verdad, protagonitzada per Julieta Díaz i Daniel Fanego i emesa el 2015 per la TV Pública. Posteriorment ha rodat Mediapolis, la història de la relació entre els Governs i els mitjans de comunicació de masses d'Amèrica Llatina.

## Filmografia

### Directora
- 2003: Cielo azul, cielo negro codirigit amb Sabrina Farji
- 2006: Todas esas cosas.
- 2008: El vestido.
- 2010: La leyenda del ceibo (curtmetratge), on també fou coreògrafa
- 2011: Juan y Eva.
- 2012: Néstor Kirchner, la película (documental).
- 2019: Las formas de las horas.

### Intèrpret
- 1995 Comix, cuentos de amor, de video y de muerte (segment "Trip"

### Guionista
- 2003: Cielo azul, cielo negro.
- 2007: 15 minutos de gloria (telefilm).
- 2008: El vestido.
- 2010: La leyenda del ceibo (curtmetratge)
- 2011: Juan y Eva.

### Coreògrafa
- 2010: La leyenda del ceibo (curtmetratge)

## Televisió

### Directora i guionista
- 2007: 15 minutos de gloria (telefilm)
- 2015: La verdad (sèrie de televisió)

### Com ella mateixa
- 2009: Miradas 2.
- 2011: Días de cine (programa informatiu d'Espanya).
- 2011: Televisión registrada (programa informatiu de l'Argentina).
- 2011: Vivo en Argentina (programa informatiu).